# Anaides quinckei
Anaides quinckei là một loài bọ cánh cứng trong họ Hybosoridae. Loài này được Ocampo miêu tả khoa học năm 2006.